# Suicide by My Side
Suicide by My Side è il terzo album in studio del gruppo musicale power metal finlandese Sinergy, pubblicato nel 2002.

## Tracce
1. I Spit on Your Grave – 4:03
2. The Sin Trade – 3:48
3. Violated – 4:07
4. Me, Myself, My Enemy – 4:15
5. Written in Stone – 4:20
6. Nowhere for No One – 3:11
7. Passage to the Fourth World – 3:38
8. Shadow Island – 5:03
9. Suicide by My Side – 3:43
10. Remembrance – 1:59

## Formazione
- Kimberly Goss - voce
- Alexi Laiho - chitarra, voce (8,9)
- Roope Latvala - chitarra
- Marco Hietala - basso
- Tonmi Lillman - batteria